# Nasza ziemia
Nasza ziemia (tyt. oryg. Toka jonë) – albański film fabularny z roku 1964 w reżyserii Hysena Hakaniego, na motywach dramatu Kolë Jakovy pod tym samym tytułem.

## Opis fabuły
Akcja filmu rozgrywa się w połowie lat czterdziestych XX wieku w jednej ze wsi północnej Albanii. Rodzina Lokji na mocy dekretu o reformie rolnej ma otrzymać ziemię. Sprzeciwia się temu Tuç Maku, bogaty właściciel ziemski. Dochodzi do otwartego konfliktu. Syn Lokji, Murrash należy do grona osób bezpośrednio zaangażowanych w realizację reformy rolnej. Z tego też powodu ginie z ręki byłego właściciela - Tuça Maku. Lokja pozostaje z dwójką małych dzieci Leką i Filją.
W roli statystów wystąpili pracownicy kołchozu im. 1 maja w Petroshanie.

## Obsada
- Marie Logoreci jako Lokja
- Vangjel Heba jako Murrash
- Mario Ashiku jako Leka
- Roza Xhuxha jako Filja
- Loro Kovaçi jako Tuç Maku
- Luixhina Leka jako Mara
- Gaqo Spiro jako Meti
- Qemal Mehmeti jako Vata
- Ndoc Sheldija jako Gjin Bardhi
- Enver Dauti jako Bardhok
- Tef Pali jako Pali
- Besim Levonja jako Roja
- Lazër Vlashi jako ksiądz
- Luan Qerimi jako złodziej Cubi
- Mihal Stefa jako młynarz
- Gjon Karma jako Simon
- Seit Boshnjaku
- Zef Makashi
- Xhevat Serezi
- Neki Shkaba
- Ilia Shyti
- Qenan Toro
- Çesk Vuksani